# Raudoksjöarna
Raudoksjöarna är varandra näraliggande sjöar i Arjeplogs kommun i Lappland, strax sydväst om norra delen av Hornavan. De ingår i Skellefteälvens huvudavrinningsområde och avvattnas av vattendraget Rimojåkåtj.
Namnet är en blandning mellan samiska och svenska. Förleden kommer från rautu som är samiska för röding.
- Raudoksjöarna (Arjeplogs socken, Lappland), sjö i Arjeplogs kommun, 66°22′00″N 17°06′37″Ö / 66.3668°N 17.1103°Ö (17,7 ha)
- Raudoksjöarna, Lappland, sjö i Arjeplogs kommun, 66°22′33″N 17°06′53″Ö / 66.3758°N 17.1146°Ö (39,9 ha)
- Raudokssjöarna, sjö i Arjeplogs kommun, 66°21′51″N 17°05′41″Ö / 66.3641°N 17.0948°Ö (12,2 ha)